# Guillermo Díaz (basket-ball)
Pour les articles homonymes, voir Guillermo Díaz et Diaz.
Guillermo Díaz (né le 4 mars 1985 à San Juan à Porto Rico) est un joueur portoricain de basket-ball, évoluant au poste de meneur.